# Geney (Doubs)
Pour les articles homonymes, voir Geney.

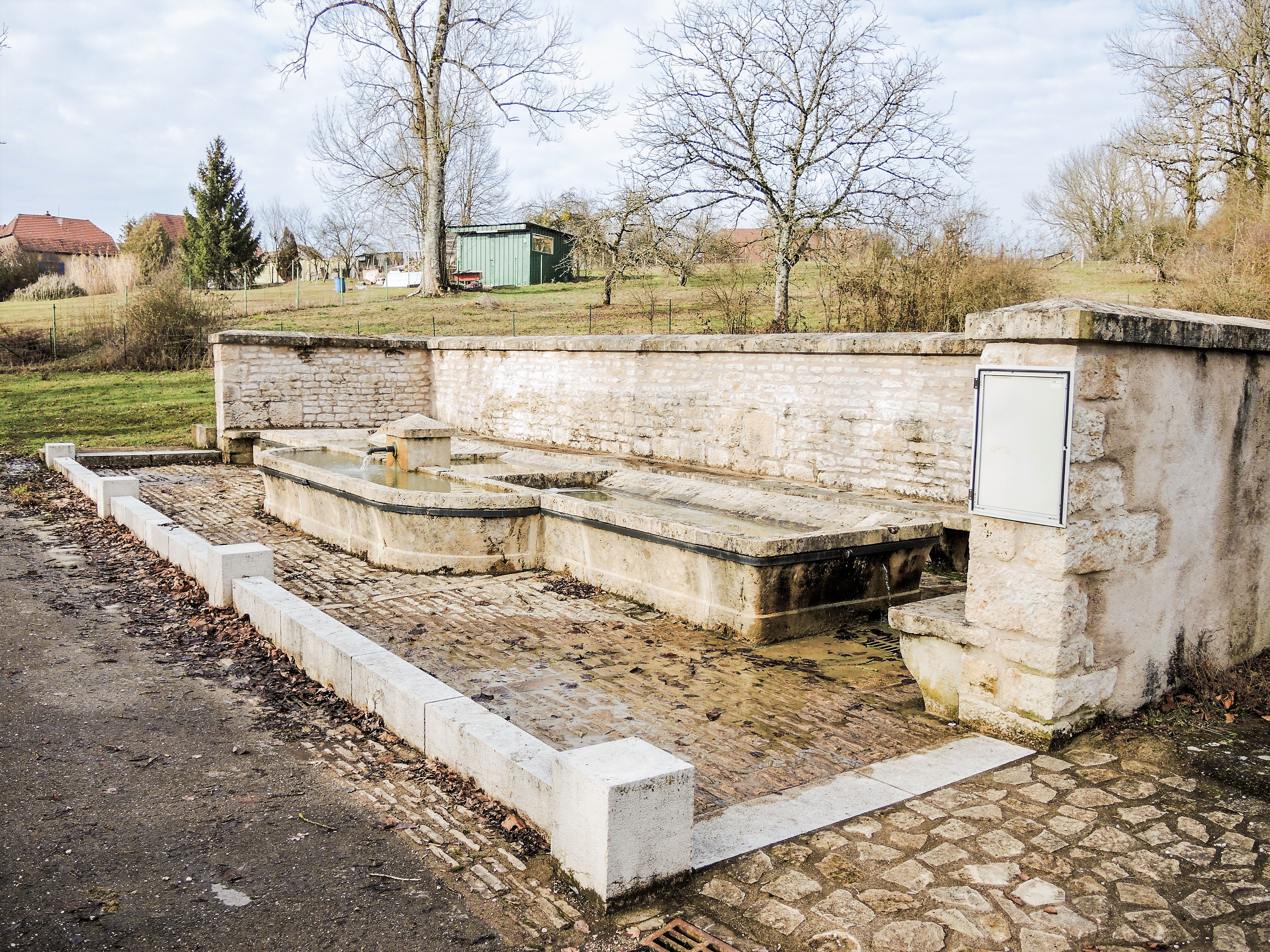
Lavoir de Geney

Geney est une commune française située dans le département du Doubs, la région culturelle et historique de Franche-Comté et la région administrative Bourgogne-Franche-Comté.
Les habitants de Geney sont appelés les Geneys.

## Géographie

### Toponymie
Geneix, Geney en 1315 ; Genetz, Genely en 1332.

### Climat
Pour des articles plus généraux, voir Climat de la Bourgogne-Franche-Comté et Climat du Doubs.
En 2010, le climat de la commune est de type climat de montagne, selon une étude du Centre national de la recherche scientifique s'appuyant sur une série de données couvrant la période 1971-2000. En 2020, Météo-France publie une typologie des climats de la France métropolitaine dans laquelle la commune est exposée à un climat semi-continental et est dans une zone de transition entre les régions climatiques « Lorraine, plateau de Langres, Morvan » et « Jura ».
Pour la période 1971-2000, la température annuelle moyenne est de 9,7 °C, avec une amplitude thermique annuelle de 17,2 °C. Le cumul annuel moyen de précipitations est de 1 223 mm, avec 12,6 jours de précipitations en janvier et 10,5 jours en juillet. Pour la période 1991-2020, la température moyenne annuelle observée sur la station météorologique de Météo-France la plus proche, « Medière », sur la commune de Médière à 4 km à vol d'oiseau, est de 11,5 °C et le cumul annuel moyen de précipitations est de 1 105,2 mm. 
La température maximale relevée sur cette station est de 40,2 °C, atteinte le 24 juillet 2019 ; la température minimale est de −17 °C, atteinte le 5 février 2012,,.
Les paramètres climatiques de la commune ont été estimés pour le milieu du siècle (2041-2070) selon différents scénarios d'émission de gaz à effet de serre à partir des nouvelles projections climatiques de référence DRIAS-2020. Ils sont consultables sur un site dédié publié par Météo-France en novembre 2022.

## Urbanisme

### Typologie
Au 1er janvier 2024, Geney est catégorisée commune rurale à habitat dispersé, selon la nouvelle grille communale de densité à 7 niveaux définie par l'Insee en 2022.
Elle est située hors unité urbaine. Par ailleurs la commune fait partie de l'aire d'attraction de Montbéliard, dont elle est une commune de la couronne,. Cette aire, qui regroupe 137 communes, est catégorisée dans les aires de 50 000 à moins de 200 000 habitants,.

### Occupation des sols
L'occupation des sols de la commune, telle qu'elle ressort de la base de données européenne d’occupation biophysique des sols Corine Land Cover (CLC), est marquée par l'importance des territoires agricoles (58,4 % en 2018), en diminution par rapport à 1990 (59,4 %). La répartition détaillée en 2018 est la suivante : 
forêts (41,6 %), prairies (40,9 %), zones agricoles hétérogènes (17,5 %). L'évolution de l’occupation des sols de la commune et de ses infrastructures peut être observée sur les différentes représentations cartographiques du territoire : la carte de Cassini (XVIIIe siècle), la carte d'état-major (1820-1866) et les cartes ou photos aériennes de l'IGN pour la période actuelle (1950 à aujourd'hui).

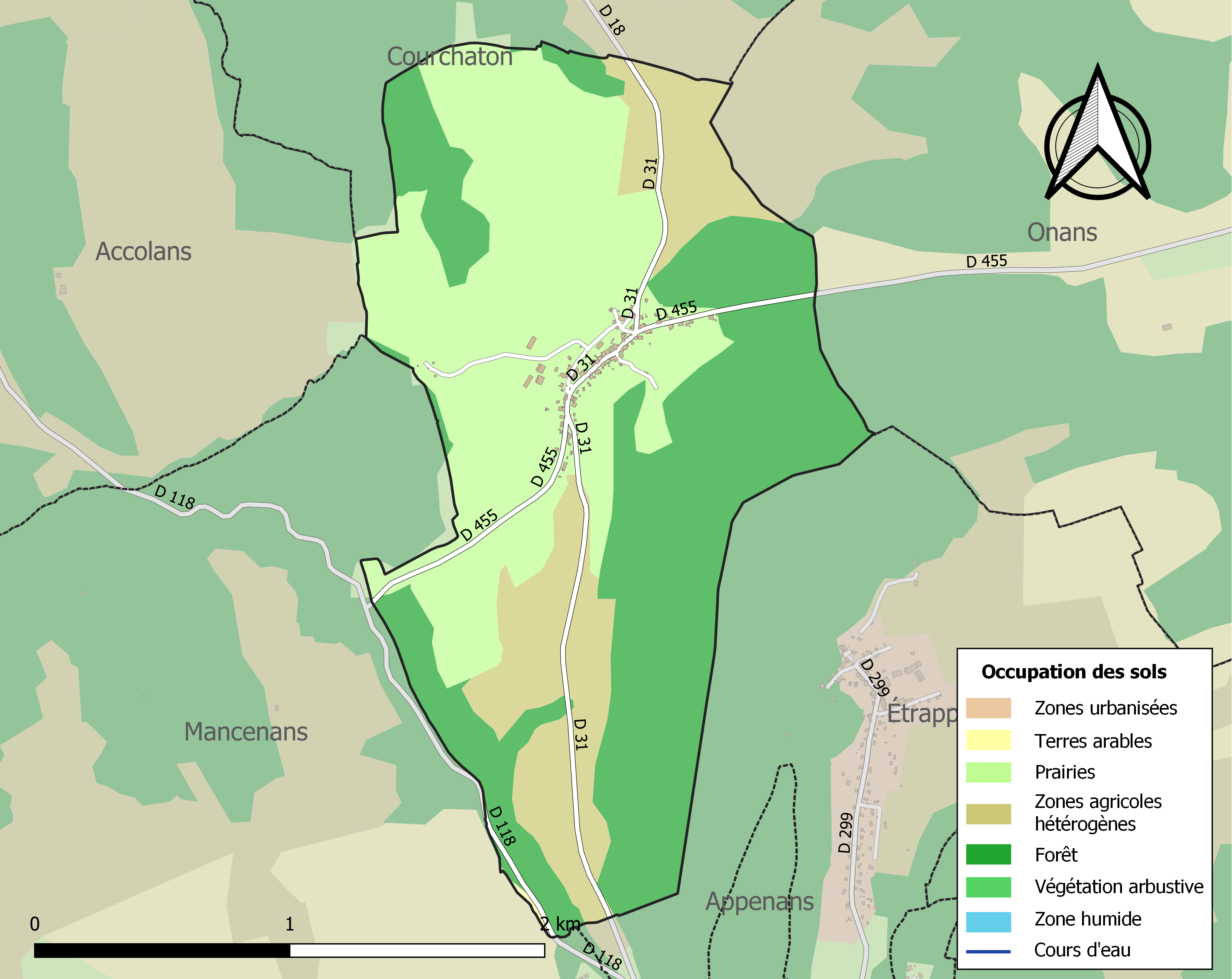
Carte des infrastructures et de l'occupation des sols de la commune en 2018 (CLC).

## Lieux et monuments

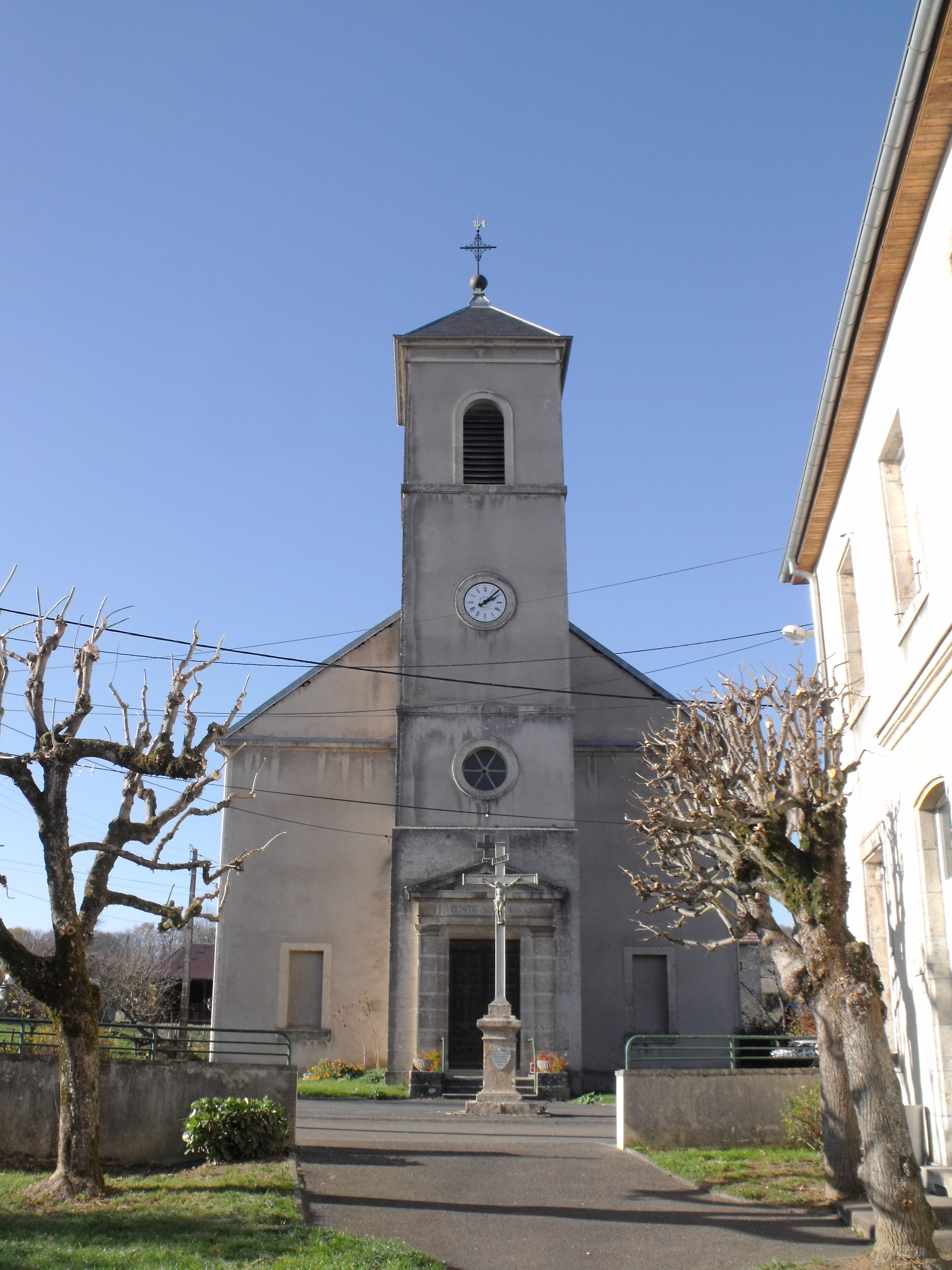
Église de Geney

## Politique et administration
| Période                                  | Période  | Identité          | Étiquette | Qualité       |
| ---------------------------------------- | -------- | ----------------- | --------- | ------------- |
| mars 2001                                | 2014     | Daniel Mangin     |           |               |
| 2014                                     | mai 2020 | Denise Mathiot    | SE        | Fonctionnaire |
| mai 2020                                 | En cours | Georges Contejean |           | Fonctionnaire |
| Les données manquantes sont à compléter. |          |                   |           |               |

## Démographie
L'évolution du nombre d'habitants est connue à travers les recensements de la population effectués dans la commune depuis 1793. Pour les communes de moins de 10 000 habitants, une enquête de recensement portant sur toute la population est réalisée tous les cinq ans, les populations de référence des années intermédiaires étant quant à elles estimées par interpolation ou extrapolation. Pour la commune, le premier recensement exhaustif entrant dans le cadre du nouveau dispositif a été réalisé en 2006.

En 2022, la commune comptait 125 habitants, en évolution de +4,17 % par rapport à 2016 (Doubs : +1,88 %, France hors Mayotte : +2,11 %).
| 1793 | 1800 | 1806 | 1821 | 1831 | 1836 | 1841 | 1846 | 1851 |
| ---- | ---- | ---- | ---- | ---- | ---- | ---- | ---- | ---- |
| 227  | 251  | 236  | 265  | 280  | 322  | 312  | 315  | 315  |

| 1856 | 1861 | 1866 | 1872 | 1876 | 1881 | 1886 | 1891 | 1896 |
| ---- | ---- | ---- | ---- | ---- | ---- | ---- | ---- | ---- |
| 274  | 278  | 266  | 245  | 239  | 228  | 246  | 210  | 181  |

| 1901 | 1906 | 1911 | 1921 | 1926 | 1931 | 1936 | 1946 | 1954 |
| ---- | ---- | ---- | ---- | ---- | ---- | ---- | ---- | ---- |
| 171  | 187  | 161  | 140  | 125  | 141  | 134  | 106  | 138  |

| 1962 | 1968 | 1975 | 1982 | 1990 | 1999 | 2006 | 2011 | 2016 |
| ---- | ---- | ---- | ---- | ---- | ---- | ---- | ---- | ---- |
| 137  | 153  | 147  | 144  | 136  | 130  | 146  | 149  | 120  |

| 2021 | 2022 | - | - | - | - | - | - | - |
| ---- | ---- | - | - | - | - | - | - | - |
| 122  | 125  | - | - | - | - | - | - | - |

## Personnalités liées à la commune
- Pierre Rosset-Cournand (1924-1944), Compagnon de la Libération, Mort pour la france à Geney.

## Héraldique
| Blason de Geney | Blason  | Tiercé en pairle renversé: au 1) de gueules à un branchage de genêt de sinople fleurie d'or, au 2) d'or à une épée basse d'argent posée en bande et et férue dans un manteau de gueules, au 3) d'azur à une étoile d'argent. |
| Blason de Geney | Détails | Création J-F Binon. Armes parlantes. Le statut officiel du blason reste à déterminer. |